# 30 años de oscuridad
30 años de oscuridad és una pel·lícula documental espanyola del 2011 dirigida per Manuel H. Martín, plantejada com una novel·la gràfica d'animació sobre els topos republicans espanyols. Ha estat produïda per Canal Sur Televisión. Va inaugurar la sessió del Festival de Cinema d'Espanya de Tolosa de Llenguadoc i participà en la secció Made in Spain del Festival Internacional de Cinema de Sant Sebastià 2011.

## Sinopsi
Pel·lícula d'animació en forma de novel·la gràfica que vol ser un testimoniatge que reflecteix la història dels 'topos' republicans de la postguerra, que vivien ocults a Espanya, evitant un fatal destí durant els anys de la dictadura franquista, sacrificant la vida per fugir de la repressió. Narra concretament la història de Manuel Cortés, l'últim alcalde republicà de la Mijas (província de Màlaga), que no va escapar a l'exili després de la guerra civil espanyola i va viure tancat en un zulo en la seva pròpia casa, durant tres dècades. Compta amb la col·laboració de Juan Diego i Ana Fernández.

## Nominacions i premis
Al XXVI Premis Goya fou nominada al Goya a la millor pel·lícula documental. El 2013 va guanyar el premi ASECAN i el premi Teo Escamilla del cinema andalús.